# Erebunus farinosus
Erebunus farinosus là một loài ruồi trong họ Asilidae. Erebunus farinosus được Becker miêu tả năm 1913.